# Репинский, Мартин
Мартин Репинский (эст. Martin Repinski; 6 августа 1986, Кохтла-Ярве, ЭССР, СССР) — эстонский политик, бывший член Центристской партии Эстонии, с 26 июня 2018 года по 4 апреля 2019 года занимал пост старейшины Йыхви. С 23 ноября по 9 декабря 2016 года занимал пост Министра сельского хозяйства Эстонии; с 1 марта 2015 года по 26 июня 2018 года — член Рийгикогу. 21 марта 2022 года Мартин заявил, что доработает в Рийгикогу до окончания полномочий его созыва и после будет заниматься  предпринимательством.

## Биография
Родился в 1986 году в городе Кохтла-Ярве . В 2005 году получил среднее специальное образование в Ида-Вирумааском центре профессионального обучения, а в 2010 закончил Олустверескую школу обслуживания и сельского хозяйства. С 2004 года является членом Центристской партии Эстонии. В 2015 году был избран депутатом Рийгикогу XIII созыва. В период с 23 ноября по 9 декабря 2016 года Мартин Репинский занимал должность министра сельского хозяйства Эстонии. 26 июня 2018 года был выбран старейшиной Йыхви, после чего сложил с себя полномочия  депутата Рийгикогу. В декабре этого же года получил высшее образование в эстонском университете предпринимательства Майнор.
На парламентских выборах 2019 года баллотировался по списку Центристской партии в Ида-Вирумаа, избирательный номер 1001. По итогам выборов он прошел в Рийгикогу и 4 апреля ушел в отставку с поста старейшины Йыхви, чтобы занять депутатское кресло в Рийгикогу.
В марте 2022 года покинул ряды Центристской партии Эстонии.

### Семья
Был женат на Сирет Котка-Репинский (развёлся 16 января 2020 года) и от этого брака воспитывает сына Моргана.
9 сентября 2023 года женился на Екатерине Васильевой.

## В культуре
11 ноября 2018 года, в день Отца, возле концертного дома была установлена скульптура «ежа-сына» из металла, авторами которой стали Калев Притс и Мартин Репинский.

## Награды
- нидерландский Орден Оранских-Нассау[23]
- Орден Эстонской православной церкви Московского патриархата во имя священномученика Исидора Юрьевского (3 степени)[24]